# Погорілко Олександр Сергійович
Олександр Сергійович Погорілко (нар. 16 квітня 2000) — український легкоатлет, який спеціалізується в бігу на короткі дистанції, чемпіон України в бігу на 400 метрів та в естафетних дисциплінах. Брав участь у змішаній естафеті 4 × 400 метрів на літніх Олімпійських іграх 2020 року.
На національних змаганнях представляє Сумську область.
Тренується у Східному державному центрі олімпійської підготовки (Суми
під керівництвом Олега Білодіда.

## Рекорди
Дворазовий рекордсмен України з бігу на 400 метрів — 44,94 (2024) та 44,81 (2025).
Рекордсмен України в приміщенні з бігу на 400 метрів — 46,32 (2025).
Дворазовий рекордсмен України в змішаному естафетному бігу 4×400 метрів — 3.15,46 (2021) та 3.14,06.

## Основні міжнародні виступи
| Рік  | Змагання                       | Місто   | Місце | Дисципліна | Примітки |
| ---- | ------------------------------ | ------- | ----- | ---------- | -------- |
| 2019 | Чемпіонат Європи серед юніорів | Бурос   | 3заб7 | 400 м      |          |
| 2019 | ф6                             | 4×400 м |       |            |          |
| 2021 | Чемпіонат Європи в приміщенні  | Торунь  | 5заб4 | 400 м      | [ 8 ]    |

Чемпіонат Європи з легкої атлетики серед молоді Таллінн 2021
Олімпійські ігри Токіо 2020
Чемпіонат Європи з легкої атлетики Мюнхен 2022